# Моральное эмбарго
Мора́льное эмба́рго — запрет поставок (эмбарго) из США в СССР стратегического оборудования и материалов для авиационной промышленности, введённый в декабре 1939 года после нанесения советской авиацией бомбовых ударов по городам Финляндии в ходе Зимней войны. Формально запрет распространялся на все страны, прибегающие к бомбардировкам с воздуха и пулемётным обстрелам гражданского населения. Моральное эмбарго действовало до июля 1941 года.
Моральное эмбарго оказало влияние на развитие советской авиационной промышленности: американские фирмы с декабря 1939 года прекратили поставки в СССР различных деталей авиационной техники, а власти США конфисковали партию станков для авиационной промышленности. Во второй половине 1940 года ситуация с моральным эмбарго немного улучшилась — власти США передали советской стороне часть конфискованных станков, делегацию Народного комиссариата авиационной промышленности СССР пустили на американское предприятие. В конце 1940 года власти США изъявили готовность публично объявить о снятии морального эмбарго (в обмен на отказ советской стороны от части заказанного в США оборудования). Советская сторона на это не пошла, так как с июля 1940 года власти США ввели разрешительное лицензирование на вывоз (во все страны, включая СССР) сырья и оборудования для промышленности. Система лицензирования фактически означала продолжение морального эмбарго, так как лицензии требовались на те статьи американского экспорта, которые подпадали под моральное эмбарго.
Моральное эмбарго не привело к существенному сокращению общего объема советско-американской торговли — по итогам 1940 года стоимостный объем двусторонней торговли был выше, чем в 1938 году. Однако моральное эмбарго совместно с другими ограничениями, введёнными властями США после установления морального эмбарго (запрет на вывоз в другие страны ряда товаров в июле 1940 года, введение системы лицензирования американской продукции) нанесло заметный ущерб советской авиаконструкторской мысли (в частности, привело к отложению из-за нехватки моторов испытаний самолёта И-185). Советская сторона смогла частично преодолеть последствия морального эмбарго (и последующего разрешительного лицензирования, введеного властями США) путем поставок из Германии, дипломатических переговоров с американской стороной, а также с помощью промышленного шпионажа.

## Термин
Понятие «моральное эмбарго» использовалось американскими и советскими чиновниками уже в 1940 году. В частности, помощник начальника Отдела европейских связей Л. Хендерсон в своём меморандуме (доктор исторических наук А. С. Степанов датирует меморандум периодом между 27 июля 1940 года и 1 августа 1940 года) использует понятие «моральное эмбарго». Полномочный представитель СССР в США К. А. Уманский в 1940 году использовал выражение «так называемое моральное эмбарго». Советские историки отмечали, что моральное эмбарго было введено последовательными законодательными актами от 2, 15 и 20 декабря 1939 года.

## Предыстория
В 1920-е — 1930-е годы США были важнейшим торговым партнером СССР. Несмотря на позднее дипломатическое признание со стороны США, Советский Союз закупал в Соединенных Штатах важнейшее промышленное оборудование для индустриализации, а также пользовался услугами американских специалистов. К сентябрю 1939 года США стали основным поставщиком авиационных технологий в СССР:
- В советском воздушном флоте преобладали истребители, оснащённые лицензионными версиями американского двигателя «Райт»;
- В СССР выпускался по американской лицензии самолёт «Дуглас».

Впрочем, серийный выпуск американских самолётов в СССР начался очень поздно. Так, к 1938 году фактически ни одна модель из закупленных в США самолетов не состояла в серийном производстве.
Заменить американских поставщиков на фирмы из других стран с развитой авиационной промышленностью было до сентября 1939 года невозможно. Великобритания, Германия и Италия занимали антисоветскую позицию, а Франция (с ней удалось наладить некоторые контакты) имела недостаточно развитую авиапромышленность. Осенью 1939 года СССР готовился к совместной с американской стороной разработке боевой авиатехники. Народный комиссар авиационной промышленности СССР М. М. Каганович в письме начальнику ВВС РККА А. Д. Локтионову № 1555с от 2 октября 1939 года сообщал: «НКАП начинает переговоры с американскими самолетостроительными фирмами о заключении договоров на техническую помощь». 
С началом Второй мировой войны США стали вторым (после Норвегии) поставщиком алюминия в СССР. В 1938 году основными поставщиками алюминия в СССР были Норвегия (2410 тонн) и Франция (1919 тонн). Довоенные поставки алюминия из США были незначительны. Так, за 1938 год США поставили в СССР всего 4 тонны алюминия.
С началом Второй мировой войны Франция прекратила поставки алюминия в СССР и за 1939 год Советский Союз получил из Франции всего 220 тонн алюминия. В 1940 году никаких поставок алюминия из Франции в СССР не было. В этих условиях СССР нарастил ввоз алюминия из Норвегии, а также из США. В 1939 году США поставили в СССР 1824 тонны алюминия, тогда как Норвегия — 3067 тонн. Всего же СССР в 1939 году получил из-за рубежа 5313 тонн алюминия. Зарубежные поставки алюминия до войны составляли примерно десятую часть от советского производства.
До Второй мировой войны США не вводили эмбарго на военные поставки для стран, которые практиковали бомбардировки гражданских объектов с воздуха. Доктор исторических наук Анатолий Кошкин отмечал, что в первые месяцы японо-китайской войны (с июля 1937 года по январь 1938 года) Китай получил от США символическую помощь (11 самолетов и 450 тонн пороха), хотя в тот же период США резко нарастили поставки военных материалов в Японию.

## Моральное эмбарго в период советско-финской войны

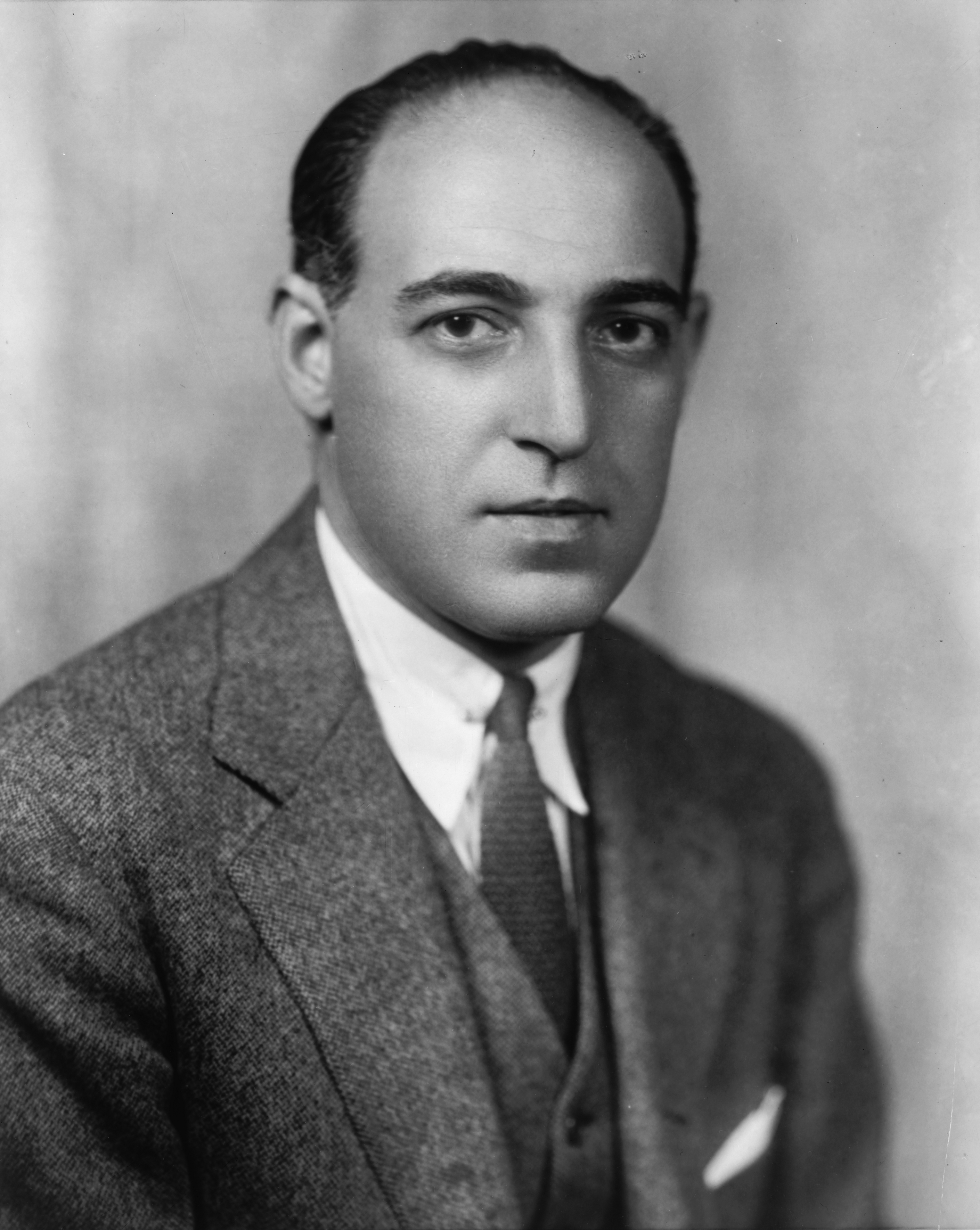
Лоуренс Штейнгардт, инициатор морального эмбарго

Инициатором морального эмбарго стал посол США в СССР Л. Штейнгардт. Сразу после начала советско-финской войны Штейнгардт дал перечень рекомендаций сотруднику Государственного департамента США Л. Хендерсону, который курировал советские дела:
- Разорвать дипломатические отношения с СССР;
- Выслать из США всех советских граждан;
- Закрыть американские порты для всех советских судов;
- Наложить эмбарго на весь экспорт из США в СССР;
- Закрыть Панамский канал для всех советских судов;
- Предпринять «иные шаги».

Моральное эмбарго было введено 2 декабря 1939 года, когда президент США Франклин Рузвельт выступил с декларацией о введении торговых ограничений в отношении стран, которые бомбардируют с воздуха и обстреливают из пулеметов гражданское население. Государственный департамент США направил эту декларацию Рузвельта американским компаниям, рекомендовав им сократить или прекратить экспорт стратегического оборудования и материалов в определённые страны. Моральное эмбарго было оформлено законодательными актами от 15 и 20 декабря 1939 года и охватывало следующие поставки:
- Самолёты;
- Оборудование для производства самолётов;
- Авиационные моторы и их части;
- Вспомогательное авиационное оборудование;
- Авиационные бомбы и торпеды;
- Молибден, алюминий, вольфрам, никель;
- Высококачественный бензин;
- Техническую информацию для авиапромышленности.

Моральное эмбарго уже в декабре 1939 года привело к прекращению советско-американских переговоров о технической помощи в авиационной промышленности. Народный комиссар авиационной промышленности СССР М. М. Каганович в письме И. В. Сталину, В. М. Молотову и А. И. Микояну от 29 декабря 1939 года докладывал:

…ряд американских фирм отказались вести переговоры. Фирма Холей изъяла свои предложения по техпомощи на карбюраторы; фирма Кертис — временно отказалась вести переговоры по продаже нам образцов винтов и оказанию техпомощи по истребителю; фирма Гамильтон Эрликон Стандарт — в продаже винтов категорически отказала. Самолетостроительные фирмы Вулти, Локхид заявили в печати о поддержке морального эмбарго. Вулти лично подтвердил свой отказ в продаже самолетов. Амторгом изыскиваются меры покупки ряда интересующих нас образцов через самолетостроительные фирмы…

## Моральное эмбарго после советско-финской войны
После окончания советско-финской войны моральное эмбарго не было отменено. Моральное эмбарго привело к тому, что экспорт США в СССР в мае 1940 года сократился до рекордно низкого уровня. Это признавала американская сторона. Л. Хендерсон в служебной записке сообщал: «Ситуация в отношении нашей торговли с Советским Союзом стала настолько критической, что я вынужден обратить на это ваше внимание».
Тем не менее, моральное эмбарго было фактически расширено летом 1940 года. Закон о контроле над экспортом от 2 июля 1940 года и «Прокламация № 2417», изданная Ф. Рузвельтом 26 июля 1940 года, ввели государственный контроль над экспортом бензина, тетраэтиловых добавок и их компонентов, стали и металлолома. Кроме того, власти США ввели систему лицензирования, которая отсутствовала на момент установления морального эмбарго. Система лицензирования означало, что на предмет экспорта из США следовало получить экспортную лицензию. В случае неполучения экспортной лицензии заказанный товар не допускался к вывозу из США, а также мог быть конфискован американскими властями.
Летом 1940 года власти США дали указание заместителю государственного секретаря С. Уэллесу встретиться с полномочным представителем СССР в США К. А. Уманским, чтобы выяснить возможность проведения переговоров в связи со сложностью международной обстановки. Переговоры Уманского и Уэллеса продолжались с июля по декабрь 1940 года — всего состоялось 12 встреч. Переговоры шли с большим перерывом — почти два месяца (с 15 августа по 7 октября 1940 года) встреч не было из-за значительного расхождения позиций сторон.
Советская сторона надеялась на возвращение доступа к американским технологиям и оборудованию. Эта надежда на успех переговоров привела к тому, что советская сторона летом 1940 года изменила план выпуска авиационных моторов. Согласно постановлению КО при Совете народных комиссаров СССР от 29 июня 1940 года на Уфимском моторном заводе следовало начать производство двигателей М-88. Однако по ходатайству народного комиссара А. И. Шахурина Народному комиссариату авиационной промышленности СССР разрешили организовать на Уфимском моторном заводе производство двигателей М-105. Для организации этого производства была сделана спецификация от 15 августа 1940 года, которая предполагала получение 372 станков от 39 фирм-производителей, среди которых было много американских фирм.
Первая советско-американская встреча прошла 27 июля 1940 года и началась с заявления С. Уэллеса об улучшении советско-американских отношений. К. А. Уманский ответил, что для улучшения двусторонних отношений необходимо «очищение отношений от актов дискриминации и нарушения прав и интересов СССР органами Американского правительства». Уманскому вручили копию «Прокламации № 2417». Уэллес заверил Уманского, что закон от 2 июля 1940 года и «Прокламация № 2417» одинаково применимы ко всем нациям и не подразумевают дискриминации какой-либо нации.
В частности, Уманский указывал на переговорах на факты недопуска советских специалистов на завод Райта:

Я вынужден снова назвать вопрос об условии работы членов комиссии завода имени Сталина на заводе Райта; несмотря на обещание его, Уэллеса, о допуске к ознакомлению с технологическим процессом, за три месяца в результате этого обещания было проведено всего четыре экскурсии в цеха для семи членов комиссии с всякими ограничениями, отказано в устройстве четырех других экскурсий, между тем как договор о техпомощи предусматривает не осмотры, а текущее ознакомление с технологическим процессом. Поэтому я вынужден снова считать вопрос о режиме комиссии на заводе Райта неурегулированным…
При переговорах Уманский подчёркивал, что дискриминация распространяется только на советских специалистов. В частности, Уманский сообщал: «китайские инженеры, также действующие по договору техпомощи, допускаются в цеха, без чего техпомощь — фикция».
В ходе одной из встреч С. Уэллес выразил готовность официально отменить моральное эмбарго, заявив, что «в случае, если тем временем в международной обстановке не произойдет ничего непредвиденного», американское правительство «готово завершить переговоры публичным заявлением о том, что причины, вызвавшие введение морального эмбарго, в отношении СССР отпали».
В ходе 12-й встречи 4 из 9 обсуждаемых вопросов были связаны с закупкой промышленного оборудования и проблемами морального эмбарго. Уманский заявил, что «по спискам заказов, находящихся в производстве и в лицензировании которых было отказано, разрешена к производству и вывозу лишь примерно восьмая часть». Уманский заявил о положении комиссии Народного комиссариата авиационной промышленности СССР на заводе «Райт»:

Положение комиссии НКАП существенно улучшилось по сравнению с имевшимся два месяца назад, но вместо постоянного ознакомления с технологическим процессом по прежнему практикуются спорадические экскурсии…
На 12-й встрече С. Уэллес предложил отменить моральное эмбарго на следующих условиях:
- Согласие правительства СССР с реквизицией определенного числа станков и машин за компенсацию;
- Обязательство правительства США в форме обмена нотами рассматривать все советские заказы на товары, подпадающие под действие закона о лицензиях и «в самом дружественном духе оказать содействие в пределах нужд национальной обороны США»;
- Обмен нотами о фрахте и золоте;
- Объявление американским правительством «об отмене морального эмбарго, что, в частности, автоматически означает и размещение заказов на крекинги, против чего с точки зрения обороны возражений нет, а также авиационных заказов, насколько это позволяют нужды обороны США».

При этом С. Уэллес отметил, что «американское правительство не может дать нам ни гарантии неаннулирования выдаваемых лицензий, ни автоматического возобновления договоров на запрещаемое к вывозу оборудование, ибо существующие законы и напряженное положение в станкостроительной и машиностроительной промышленности это исключают». Таким образом даже формальная отмена морального эмбарго не означала, что СССР получит заказанное промышленное оборудование, так как стала действовать система лицензирования, которой не было на момент введения эмбарго.
На переговорах обсуждалась судьба партии из 61 станка, предназначенного для поставки в СССР. Согласно меморандуму о переговорах, составленному Л. Хендерсоном 16 декабря 1940 года, ситуация с этой партией была следующей:
- 29 станков переданы СССР;
- 21 станок (включая «одно аэронавтическое устройство, не являющееся станком») американская сторона обещала передать СССР;
- 5 станков были реквизированы американцами;
- 2 станка переданы американским фирмам.

3 части самолетов удерживались США. Удержанная часть техники была самой сложной и дорогой. К. А. Уманский указывал, что 5 конфискованных станков стоили более 800 тысяч долларов, а 51 станок, разрешенный к ввозу в СССР, стоил менее 1200 тысяч долларов.
В результате переговоров сложилась следующая ситуация:
- СССР мог получить 60 % (в ценностном выражении) уже изготовленного в США оборудования по советским заказам. А 40 % такого оборудования (включая оборудование для авиапроизводства) СССР получить не мог;
- Из находящегося в производстве оборудования и материалов, в лицензировании которых было первоначально отказано, к производству и вывозу допускалось примерно 12,5 %.

Тем не менее, по итогам переговоров советская сторона не оставила надежду на получение станков из США. Заместитель народного комиссара авиационной промышленности СССР М. В. Хруничев в письме от 25 декабря 1940 года писал заместителю народного комиссара внешней торговли СССР А. Д. Крутикову, что необходимо не позднее I квартала 1941 года получить 97 единиц станочного оборудования, в том числе американского производства.
При этом станки следовало поставить не позднее I квартала 1941 года.
В декабре 1940 года СССР продолжал платить фирме «Райт», а та предоставила Советскому Союзу техническую помощь по авиамоторам G-100 и G-200.
По итогам 1940 года советско-американская торговля находилась в хорошем состоянии: объём американских поставок вырос по сравнению с 1939 годом, а СССР получил ряд очень ценных для него товаров. Народный комиссариат внешней торговли в отчете от 14 июня 1941 года констатировал состояние советско-американской торговли в 1940 году:

Торговля с США была выгоднее тем, что закупка там чрезвычайно важного и ценного оборудования не требовала от СССР ответных поставок важного сырья. СССР ввез из США за 1940 г. товаров первоклассного значения на сумму около 450 млн руб., а экспортировал своих товаров туда только на 113 млн рублей, причем товары, экспортируемые в США, состояли, главным образом, из пушнины, некоторых химикалиев, лекарственного сырья и т. п. товаров, не имеющих военно-стратегического значения.
В первом полугодии 1941 года ситуация ухудшилась. В отчете Народного комиссариата внешней торговли СССР от 14 июня 1941 года сообщалось: «В 1941 г. США перешли к полному запрету экспорта в СССР всех сколько-нибудь важных товаров».
Моральное эмбарго действовало до июля 1941 года. В июле 1941 года были разблокированы счета советских торговых организаций и СССР получил необходимые для авиационной промышленности станки и инструмент.

## Последствия морального эмбарго

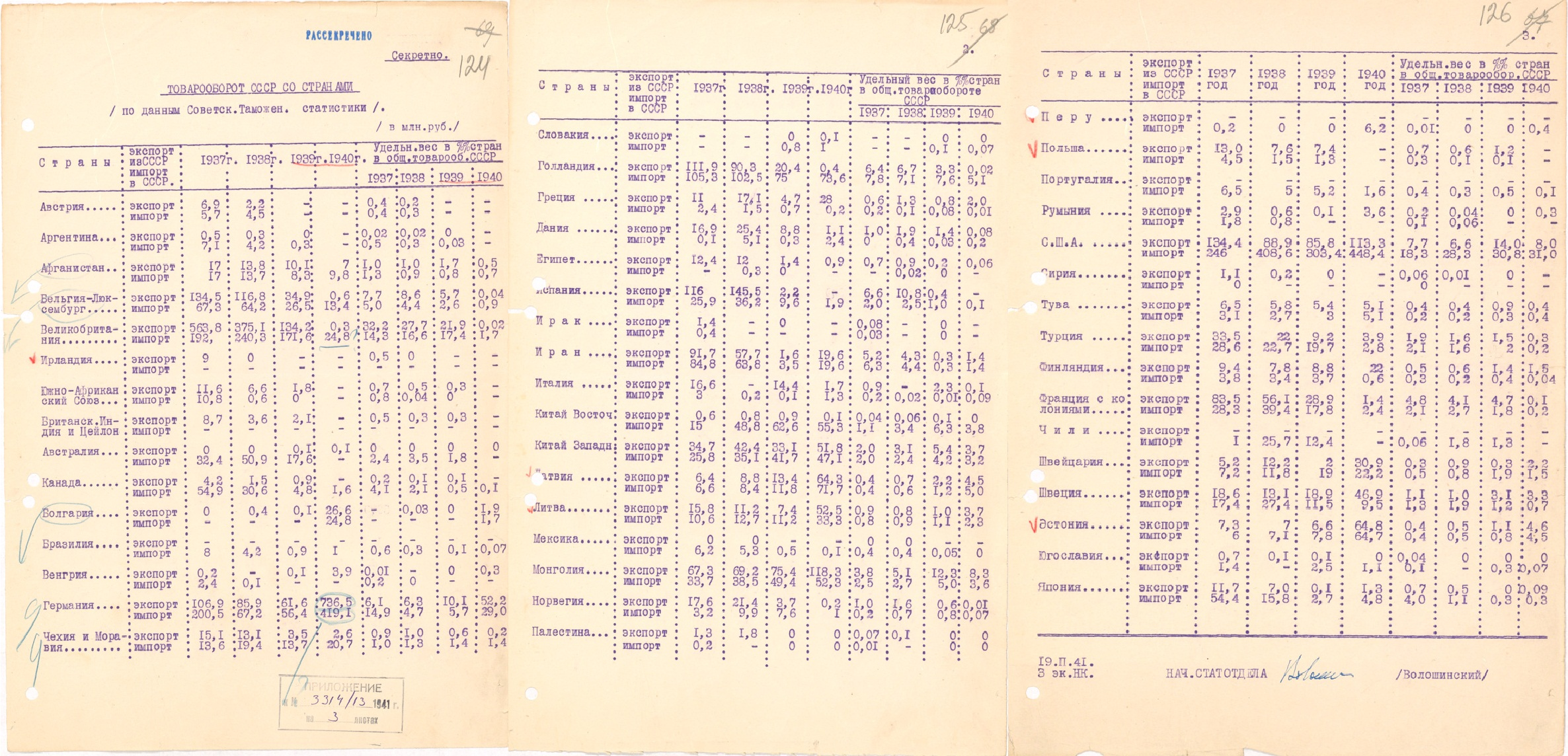
Статистическая таблица Главного таможенного управления Наркомата внешней торговли СССР о товарообороте СССР с зарубежными странами за 1937—1940 годы, составлена 19 февраля 1941 года. В таблице видно, что в 1940 году американский экспорт в СССР был выше (в стоимостном исчислении), чем в 1938 году (до введения морального эмбарго)

Моральное эмбарго не привело к снижению общего объема советско-американской торговли. В августе 1940 года было продлено советско-американское торговое соглашение, заключенное в 1937 году. При продлении этого соглашения СССР не дал обязательства закупать в США товаров на 40 млн долларов. В отчете Народного комиссариата внешней торговли СССР сказано, что «этим СССР ответил на ограничения экспорта, введенные в США». Народный комиссариат внешней торговли вывез из США значительную часть того, что ранее было закуплено.
По оценке доктора исторических наук А. С. Степанова, в российской исторической науке недостаточно изучено влияние морального эмбарго на советскую авиационную промышленность.
Моральное эмбарго привело к замедлению развития советской авиационной промышленности, что признавали советские руководители. Последствий было два: замедление темпов ввода авиационных заводов и невозможность проведения из-за отсутствия моторов испытаний некоторых советских самолетов.
Народный комиссар авиационной промышленности СССР А. И. Шахурин в письме от 16 мая 1941 года сообщил А. И. Микояну, что имеют место нарушения срока ввода в строй заводов и цехов из-за срыва импортных поставок. Шахурин сообщал:

Значительная часть дефицитного специального оборудования заказана в США. Если это оборудование, как следует из Вашего письма, считать безнадежным к получению, то разрыв в комплектном снабжении импортным оборудованием заводом НКАП возрастет еще больше…

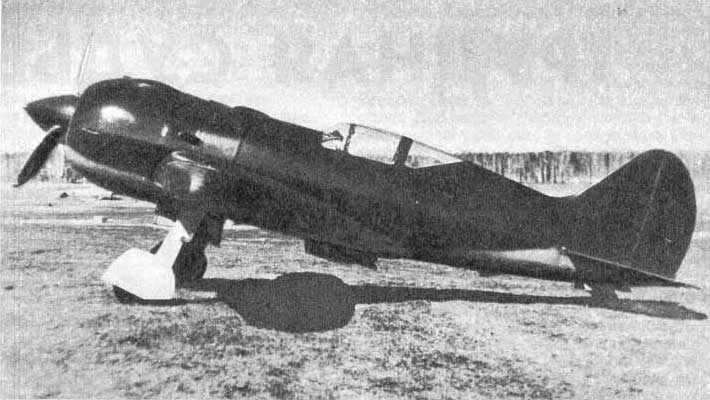
Самолет И-185, испытания которого задерживались из-за морального эмбарго

О невозможности проведения испытаний советских самолетов из-за отсутствия американских моторов сообщал авиаконструктор Н. Н. Поликарпов в письме, направленном 14 апреля 1941 года заместителю народного комиссара авиационной промышленности А. С. Яковлеву:

…спроектированные и построенные нами самолеты И-185 почти год ожидают возможности начать испытания и, естественно, устаревают, не начав еще жить. Год тому назад мы ставили вопрос о необходимости приобретения моторов «Пратт и Уитней» или 18-цилиндрового Райта, но положительно этот вопрос так и не разрешился, ибо была надежда на скорый выход наших новых моторов М-90, 80 и 71. Прошедший год показал, что положение не изменилось или, скорее ухудшилось, так как наших моторов, отработанный и надежных, по-прежнему нет, а время ушло…
Моральное эмбарго привело к попытке советской стороны переориентироваться на поставки из Германии. В письме заместителя народного комиссара авиационной промышленности СССР Кузнецова заместителю народного комиссара внешней торговли СССР Бабкину сообщалось о необходимости найти поставщиков в Германии в связи с отказом американских фирм (в том числе перечисленных в ведомости, приложенной к письму Хруничева от 25 декабря 1940 года) выполнять поставки:

Американские станкостроительные фирмы: Брайант, Хильд, Нортон, Эксцелло и др., ранее поставлявшие для нашей промышленности оборудование, в настоящее время отказались от поставки. Создавшееся положение вынуждает нас заменять американское оборудование на немецкое. Предлагаемая Станкоимпортом замена специального американского оборудования на немецкое должна быть всесторонне изучена непосредственно у фирм с точки зрения конкретных эксплуатационных данных…
В письме Кузнецов также предлагал отправить для изучения станочного оборудования работников заводов авиационной промышленности не только в Германию, но также в Швейцарию и Швецию.
После введения морального эмбарго произошло резкое сокращение экспорта в СССР алюминия и никеля. В 1940 году в СССР было ввезено 15 тонн никеля и 513 тонн алюминия, тогда как в 1939 году в СССР ввезли 2893 тонны никеля и 5313 тонн алюминия. В 1940 году США не поставили в СССР ни одной тонны алюминия. СССР не смог восполнить американские поставки за счет закупки алюминия в Норвегии, так как в апреле 1940 года Норвегия была оккупирована немцами и поставки алюминия из Норвегии прекратились. В 1940 году СССР получил из Норвегии всего 500 тонн алюминия, а всего Советский Союз импортировал в 1940 году (из всех стран) только 513 тонн алюминия. В итоге экспорт алюминия в СССР перед войной упал до 1 % от собственного производства. Тем не менее, за счет увеличения собственного производства СССР смог восполнить уменьшение зарубежных поставок. Совокупный объем производства и импорта алюминия в 1938—1940 годах существенно не менялся. При этом далеко не весь алюминий поступал на нужды авиапромышленности. Советская промышленность давала в год около 60 тысяч тонн алюминия. При этом в 1940 году предприятия Народного комиссариата авиапромышленности использовали 45 % поступавшего алюминия.
В отчете Народного комиссариата внешней торговли СССР сообщались следующие последствия американских ограничений, наложенных на СССР:
- Из 848 станков, которые изготавливались в США по советским заказам (по состоянию на 21 мая 1941 года) заказы на 809 станков были аннулированы, 42 станка реквизировало правительство США, а на исполнении остались только 39 станков;
- Реквизировано советское оборудование стоимостью 3,8 млн долларов, в том числе пресс, заказанный в декабре 1939 года (по другим таким же прессам заказы были в сентябре 1940 года аннулированы);
- Аннулированы (по состоянию на 29 мая 1941 года) советские заказы на 20,9 млн долларов, но на исполнении (по состоянию на 29 мая 1941 года) находились в США заказы на 18,4 млн долларов.

## Пути преодоления последствий морального эмбарго
СССР использовал следующие пути преодоления морального эмбарго (и других ограничений, введенных США): переговоры с американской стороной, промышленный шпионаж, а также замену американских поставщиков на фирмы других стран (прежде всего Германии и Италии). Некоторые образцы американской продукции были захвачены СССР в Польше. В частности, осенью 1939 года был захвачен и позднее изучался советскими специалистами принадлежавший Польше американский пассажирский самолет Lockheed L-10A «Electra». 

### Переговоры с американской стороной о снятии ограничений и промышленный шпионаж в США
Переговоры с американской стороной давали результаты — США частично разрешали ввоз в СССР той или иной продукции, а также оказание советской стороне технической помощи. В частности, С. Уэллес заявил 16 декабря 1940 года касательно запрета выезда в СССР для монтажа крекингов работников фирмы «Юниверсаль Люмус», что «прежнее возражение против поездок американских специалистов в СССР отпало и соответствующие заявки фирм и Амторга будут рассмотрены». 
СССР прибегал к промышленному шпионажу еще до морального эмбарго. В начале 1939 года по распоряжению В. М. Молотова при полпредстве СССР в Вашингтоне было создано Бюро технической информации для добычи в том числе «об американских технических новинках в некоторых отраслях». В работе этого бюро участвовали как советские граждане (полпред К. А. Уманский и другие), так и нанятые американцы. После введения морального эмбарго Постановление Политбюро ЦК ВКП(б) № П12/30—ОП от 26 января 1940 года «Об авитехбюро в США, Италии и Германии» предписывало организовать при торгпредствах в США, Италии и Германии авиационные информационно-технические бюро.
В США в 1941 году действовала советская резидентура численностью 18 человек (в Германии советская резидентура насчитывала 13 человек). В апреле 1940 года в СССР поступили добытые разведкой подробные чертежи двигателей «В-1710» и «Р-2600», пропеллеров «Кертисс электрик», которые разослали по заводам и в конструкторские бюро для изучения. Советская резидентура, которую возглавлял Г.Б. Овакимян, в 1939—1941 годах добывала сведения о технологии производства авиабензина.

### Попытки замены американских фирм на поставщиков из Германии и Италии
Советская сторона пыталась заменить американские фирмы на поставщиков из Германии. Эта замена происходила медленно, так как экономические контакты с Германией на 1941 год действовали очень недолго (около года), а с США около 10 лет. В Германии с 25 октября 1939 года находилась государственная комиссия во главе с наркомом судостроительной промышленности СССР И. Ф. Тевосяном, в состав которой были включены Н. Н. Поликарпов и главный инженер завода № 1 П. В. Дементьев.
В 1939—1940 годах немецкие фирмы возобновили патентование своих изобретений в СССР. В письме от 10 января 1940 года начальник 11-го Главного управления Народного комиссариата авиационной промышленности СССР С. Н. Шишкин сообщал начальнику ВИАМ А. Т. Туманову о необходимости командировки за границу по вопросу изучения производства электрона. В письме от 4 марта 1940 года А. Т. Туманов просил С. Н. Шишкина о ходатайстве перед Шахуриным о командировке в Германии одного специалиста по самолётным сталям (начальника лаборатории № 2 Гузмана) и одного специалиста по моторным сталям (заместителя начальника лаборатории № 1 К. И. Терехова). В 1940 году специалисты ЦИАМ посетили ряд авиационных предприятий Германии в Рехлине (фирма «Линде»), Штутгарте (фирма «Даймлер Бенц»), фирмы БМВ, Броун-Бовери, ДВЛ и другие с целью ознакомления и по вопросам закупки оборудования. В 8-ю лабораторию ЦАГИ прибыли шесть образцов немецких самолётов: 2 (Ме-110 и До-215) поступили в апреле 1940 года, 4 (опытный истребитель Хе-100, два учебных самолетов Бюккер и Фокке-Вульф) — в июне 1940 года. Согласно акту, подписанному 24 января 1941 года А. И. Филиным, новый советский самолёт связи (СС) «является точной копией самолета Физлер „Шторх“» и «построен по чертежам, снятым с немецкого самолета». На основе этого самолёта был изготовлен также лёгкий санитарный самолёт. Германские самолёты применялись для отработки новых систем вооружений, а их эксплуатационные характеристики сравнивались с характеристиками советских самолетов нового поколения. В Институте летных исследований проводили испытания на самолете СБ дистанционной пулеметной установки «Тур-ду» и 17 марта 1941 года в качестве мишени при стрельбе из фотокинопулемёта использовали Ме-110. В начале 1941 года группа советских специалистов отправилась в Германию для ведения переговоров о закупке станков на фирмах «Фомаг», «Краузе» и «Шютте». Кроме того, СССР заключил соглашение с Германией о поставках алюминия. Советско-германское соглашение о взаимных товарных поставках на второй договорной период по хозяйственному соглашению от 11 февраля 1940 года между СССР и Германией предусматривало поставку в СССР 30 тысяч тонн алюминия, начиная с апреля 1941 года. Согласно этому соглашению, в апреле 1941 года в СССР должна была поступить 1 тысяча тонн алюминия. С 11 мая по 11 августа 1941 года Германия должна была поставить 5 тысяч тонн алюминия. В последующие кварталы Германия должна была поставлять по 6 тысяч тонн алюминия.
В качестве возможной замены изучались фирмы Италии — страны, имевшей развитое авиастроение. Сохранился отчет от 29 августа 1940 года советского инженера Коваленко, который пробыл в Италии 1 год и 5 месяцев, посетил заводы (на некоторые предприятия Коваленко не пустили) и выслал в СССР образцы итальянской продукции: плексигласа (и химическая схема его получения), авиационных красок и лаков с описанием технологии их применения, шурупов и болтов из легчайших сплавов, очков со светофильтрами, вазелинов и твердых химических составов для стекол биноклей, прицельных приборов, остекления кабин, очков.